# Fotofor
Fotofor je orgán na povrchu těla živočicha, který slouží k produkci světla. S tímto orgánem se setkáváme především u hlubinných druhů ryb nebo hlavonožců.
Světlo je produkováno symbiotickými bakteriemi za pomoci luciferinu a luciferázy. Toto světlo velice dobře proniká vodou, takže je dobře viditelné i na vzdálenost několika metrů. Barva světla může být modrá, zelená, žlutá nebo červená.
Tento orgán může být jednoduchý, tvořící pouhé skvrny, nebo naopak složený, tvořící složité barevné obrazce. Fotofory nacházejí využití při shánění potravy ve velkých hloubkách, kde je trvale tma. Některé druhy, jako například tykadlovka, používají fotofory jako návnady při lovu. Světlo přiláká kořist až k tlamě dravce, který následně prudce zaútočí.